# プレストレストコンクリート

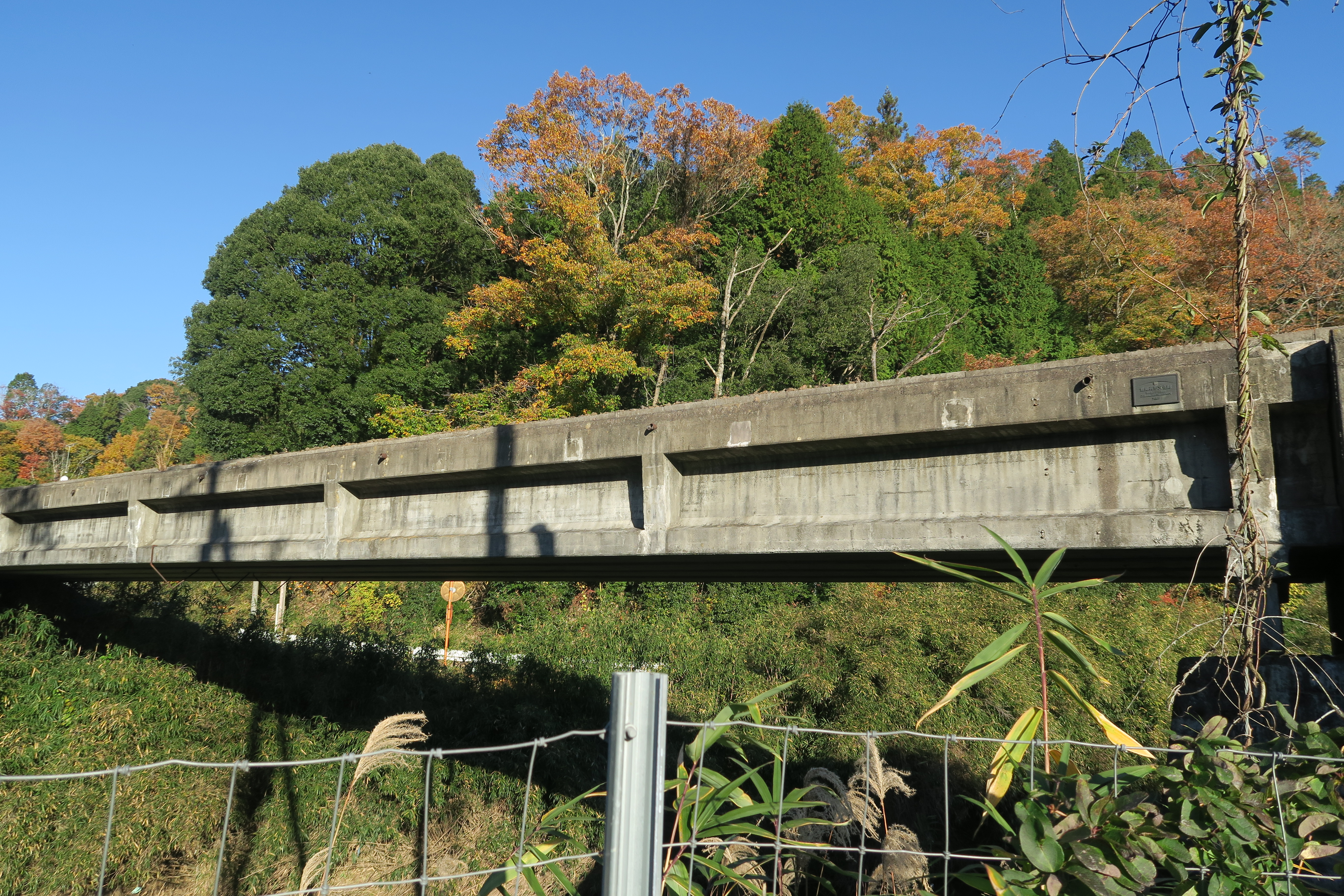
プレストレスコンクリートが用いられた橋梁（第一大戸川橋梁）

プレストレストコンクリート（英語: prestressed concrete）は、あらかじめ引張応力を加えたコンクリート材である。しばしば、PC（ピーシー）と略される。

## 特徴
プレストレストコンクリートは、供用時に引張側となる断面に対し予め圧縮応力を与えたコンクリートである。
無筋コンクリートは引張応力によりひび割れが発生すれば、急激に破壊する。これを防ぐために鉄筋コンクリートにすることで破壊に至るまで抵抗力を持たせることができるが、大きな力が想定される場合は断面寸法や鉄筋量の増大により不経済になりかねない。
予め圧縮応力を与えたプレストレストコンクリートでは、外力などで引張応力が生じても打ち消される。引張応力を受けた際の打ち消しが全断面で有効に働くため、軽量で性能の高い構造物を作れる利点がある。なお、予め与える圧縮応力がより大きければ、より大きな引張応力に耐えられるようになる。この時、断面の図心に圧縮応力を与えるより、引張領域となる断面に偏心して圧縮応力を与える方がより大きな引張応力に耐えられるようになる。偏心距離をより多く取る方がその効果が発揮される。
また、これまでの一般的な鉄筋コンクリート造での鉄骨から流し込むやり方だと、内部鉄筋の約2割が錆びる期間で約40年程度とされ、その原因として、風雨などにさらされコンクリートが二酸化炭素と結合し、酸化することにより、サビや剥がれが発生しやすくなる。プレストレストコンクリートの場合は、PC圧着工法を採用することで、2-3世紀耐えられる構造を可能としている。

## 材料

### 緊張材
プレストレスを与えるために高張力に耐えられる鋼材を緊張材という。この緊張材はPC鋼材とも呼ばれ、以下の種類がある。
- PC鋼線 - 直径2.9 - 9 mmの鋼材[3]。針金のようなもので単線とも呼ばれるが、通常は12本のPC鋼線をよらずに束ねて使用する[3]。
- PC鋼より線 - 複数本（2 - 19本）のPC鋼線をよって束ねた鋼材（ストランド）[3]。
- PC鋼棒 - 直径9.2 - 40 mmの鋼材[3]。

以下の性能が要求される。
- 引張強度が大きく、引張強度に対して弾性限界や降伏点比率が大きい[4]。
- 伸びと靭性を十分に有する[4]。
- リラクセーションが小さい[4]。
- 腐食に対して強いこと[5]。

なお、プレテンション方式の場合はコンクリートとの付着性に優れていなければならない。

## 分類

### ひび割れの許容による分類
通常の使用において、ひび割れの発生を許さない場合をPC構造、ひび割れの発生を許容する構造をPRC構造（Prestressed reinforced concrete）とする。
PC構造ではプレストレスによりコンクリートの縁応力度を制御する考えで、構造計算では全断面を有効として応力や変形の計算を行う。それに対し、PRC構造では異形鉄筋とプレストレスの両者でひび割れ幅を制御する考えで、鉄筋コンクリート構造と同様に引張抵抗は無視して構造計算を行う。いずれの場合も、断面破壊の限界状態下では、PC構造でもひび割れが発生するため、安全性の照査をする時の考えはPC構造・RPC構造の両者で基本的に同じである。

### 緊張時期による分類
プレストレスを与える時期によって、プレテンション方式とポストテンション方式に分かれる。
プレテンション方式は、はじめにPC鋼材に引張力を与えておいて、その後コンクリートを打設する。コンクリートの硬化後、PC鋼材とコンクリートの付着によりコンクリートにプレストレスを与える。

ポストテンション方式は、はじめにコンクリートを硬化させ、その後にPC鋼材に引張力を与える。PC鋼材を収容するシースと、プレストレスを伝達する定着具がこの方式では用いられる。

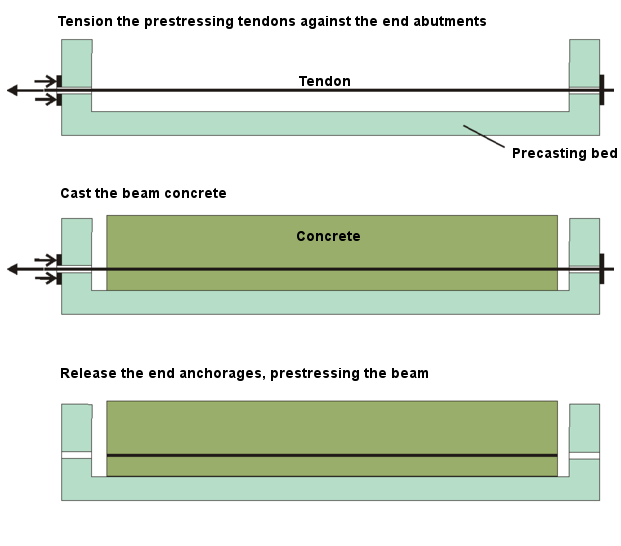
プレテンション方式のプレストレスの与え方（英語）
ポストテンション方式のプレストレスの与え方（英語）
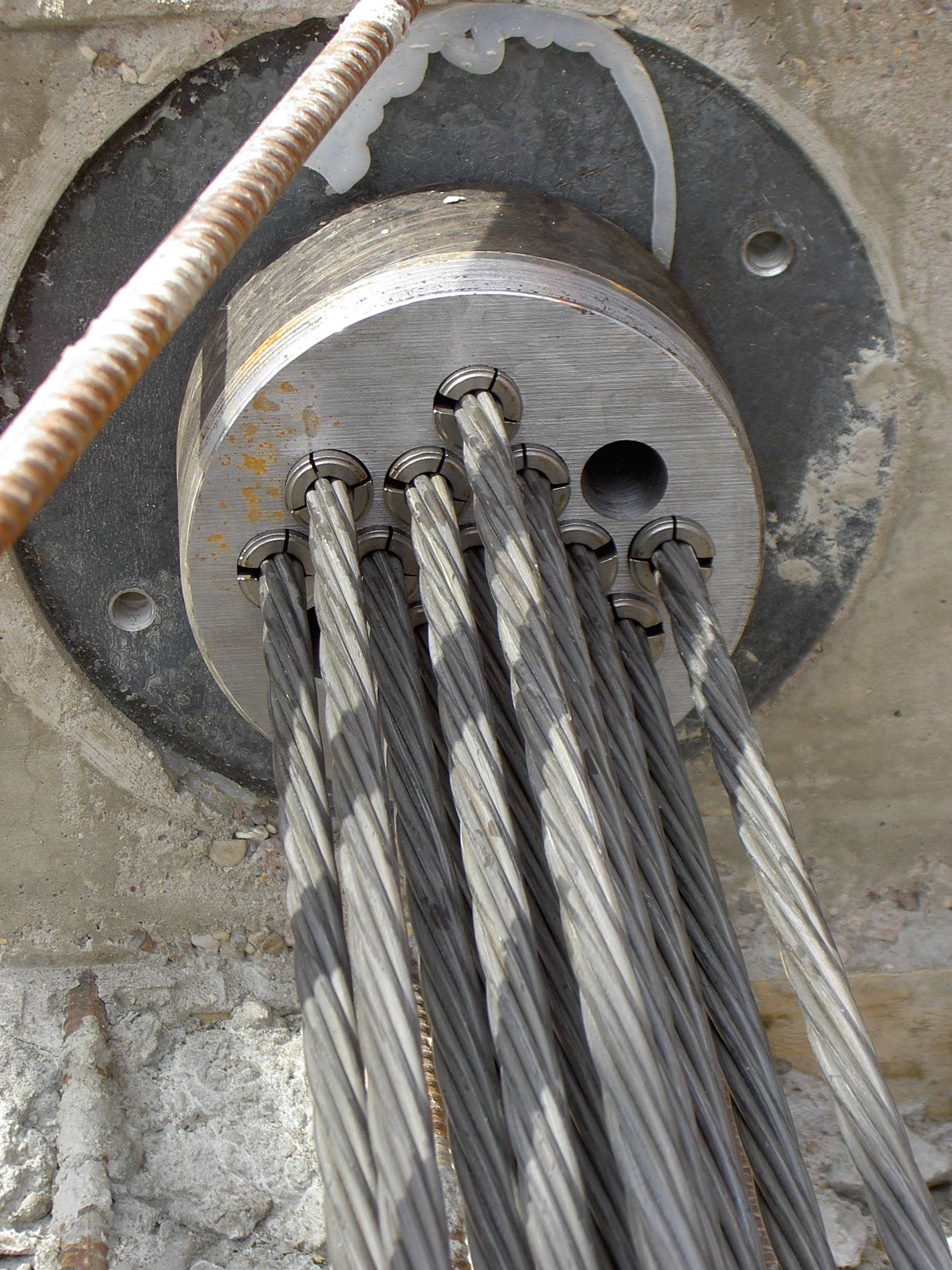
ポストテンション方式の定着材で定着されたPC鋼材

### ケーブル位置による分類
PC鋼材の位置により区別される。PC鋼材がコンクリート断面内にあるものを内ケーブル方式、コンクリート断面外にあるものを外ケーブル方式（アウトケーブル方式）と呼ぶ。外ケーブル方式は施工や維持管理が容易で、腹部の厚さを減少させ、自重を軽減する特徴を持つ。

## 利用法

### 橋梁
日本国内で最もプレストレストコンクリートとして用いられているのが橋梁である（プレストレストコンクリート橋）。橋の支間長は短くて10 m、長いもので300 mである。これ以上長い支間長では重量の軽い鋼橋が経済的となる。
PC鋼材は橋梁本体にのみならず、橋梁の架設補助としても用いられる。アーチ橋や逆張り出し架設では支柱と組み合わせて斜材として活用される。また、張り出し架設を行う場合は主桁断面外に架設時にPC鋼材を設けることがある。いずれも、橋梁の完成時には撤去される。
荷重の増加や応力度不足が生じた場合、橋桁や橋脚の梁を補強としてプレストレスを与えてPC構造とすることがある（外ケーブル方式）。

### タンク
プレストレストコンクリートを用いてタンク（PCタンク）が作られることがある。貯水タンク・サイロなどがあるが、特殊なものとして卵形タンクや原子炉格納容器としても用いられる。一般的なPCタンクは底版と円筒形側壁とドーム形状の屋根で構成され、側壁がPC構造となる。この側壁には、円周方向にPC鋼材を配置し、満水時の静水圧によるフープテンション（円周方向の引張力）を打ち消すプレストレスを与える。空水時には円周方向のPC鋼材から圧縮力のみが作用し、これにより曲げモーメントによる引張応力が生じるため、円周とは直角の鉛直方向にもPC鋼材が配置される。卵形タンクの場合、内圧により円周方向と鉛直方向にそれぞれ引張応力が作用するため、PC鋼材を縦横に配置する。

### 地中構造物
地中構造物で最もプレストレストコンクリートが用いられているものは杭（PCパイル）である。PCパイルは鋼管パイルに比べて経済性に優れ、RCパイルに比べて耐力に優れる。PCパイルの発展形として井筒（PCウェル）があり、中規模の橋梁の基礎などに適した構造である。
山留めや土留めに用いられるグラウンドアンカーはプレストレスト構造である。地盤に穴を空けてPC鋼材を挿入し、グラウトを注入して地盤との摩擦力で外力に耐えるようにしている。

### プレキャスト製品
プレキャストコンクリートの製品の中にはプレストレスを与えた製品がある。
- 枕木 - 日本で最初にPCを利用した構造物[10]。従来の枕木は全て木材を用いていたが、木材不足になると鉄筋コンクリートの枕木が使用されるようになり、現在ではPC枕木が主流となった[15]。
- 杭（パイル）[15]
- 井筒（ウェル）[16]
- 覆道 - ロックシェッド・スノーシェッド[15]。一般にプレテンション方式によるプレキャスト桁が用いられる[15]。
- 矢板 - 土留め用の矢板は鋼製が一般的であるが、地盤のN値が0 - 15程度の軟弱地盤ではプレストレストコンクリートによるものが多く用いられる[17]。また、壁体構造としても多く用いられる[17]。
- ボックスカルバート[17]
- ポール - 杭（パイル）と同じく耐久性に改善するため、ポールにも適用されるようになった[17]。電柱・塔・支柱などに用いられる[17]。
- 防音壁[17]
- PCダブルTスラブ - Tを2つ並べた形状をしたプレテンション方式のスラブ材[17]。建築物の床スラブ・屋根版・壁版に多く用いられる[17]。

橋梁関係では桁・ウェブ・床版がプレキャスト製品としてプレストレストコンクリートが用いられる。

## 事故
引張強度計算に誤りがある、あるいは施工ミスによって極端な張力が加えられていた場合、プレストレスト・コンクリートは自ら反って破壊に至る。あるいは加えられる荷重・自重に対して十分な強度が無い場合には、やはり反りによって破壊してしまう。通常このような事故は稀であるが、全く発生していない訳ではない。比較的有名な事故は札樽自動車道の工事で、鉄筋に過大な張力を与えて施工したために高架部分が反りあがり、真っ二つに折れて落下した。逆に施工時期が古い高速道路では、過積載トラックの通行により設計以上の一時荷重がかかり脆化してしまい、道路が波打っている、また耐地震性能が十分では無くなっている事が阪神・淡路大震災における高架崩落事故に基づく調査で明らかになり、耐震補強工事が全国で行われている。

## 歴史
プレストレスコンクリートは1886年にアメリカで開発された。1888年にはドイツで緊張材を引っ張るための設備について初の特許申請が行われた。1919年にボヘミアで最初のPC板の製作が試みられたが、当時はコンクリートや緊張材の強度が弱く、プレストレスが消失して失敗に終わった。その後、1923年にアメリカで高強度の鋼材を使用する試みが行われた。1926年にはフランスのフレシネーによってPC技術に関する書籍が初めて著され、1928年には高張力鋼線と高強度コンクリートを使用してプレストレストコンクリートを作り出す特許が登録された。この時、特許は日本にも出願され、1932年（昭和7年）に登録されたものの、日本国内での関心が低くまだ実用化されなかった。
日本では1939年（昭和14年）に吉田宏彦が外国の雑誌で知ったプレストレストコンクリートを日本国内の建築雑誌で紹介した。同年にドイツで発刊されたプレストレストコンクリートの技術書が、1942年（昭和17年）11月に原久米太郎により翻訳された。この翻訳書をきっかけに日本国内でもプレストレストコンクリートの研究が始まったが、第二次世界大戦の下で材料の調達が行えず、十分な成果が出なかった。第二次世界大戦後は国鉄を中心にプレストレストコンクリートの研究が熱心に行われ、1948年（昭和23年）にPCまくらぎとして初めて実用化された。その後、1951年（昭和26年）に日本で初のPC橋である長生橋（石川県七尾市）が建設された。同年に国鉄飯田線にプレストレストコンクリートを初めて桁に用いた落石覆が設置された。1953年（昭和28年）に日本で初のポストテンション方式のPC橋の十郷橋（福井県坂井市）が建設された。これまではスパン長の小さな橋梁が主であったが、スパン30 mの第一大戸川橋梁（滋賀県甲賀市）とスパン40.7 mの上松川橋（福島県福島市）が1954年（昭和29年）に架けられてからスパン長が大きな橋梁を作る技術を有するようになった。